# Helle Helle
Helle Helle (Nakskov, Dinamarca, 14 de dezembro de 1965) é uma contista e romancista dinamarquesa amplamente traduzida.
Helle é considerada uma das autoras mais destacadas da literatura dinamarquesa contemporânea, desde que seu romance This Should be Written in the Present Tense foi publicado em inglês em 2014.

## Biografia
Helle Olsen ( agora Helle Helle) nasceu em 14 de dezembro de 1965 em Nakskov, na Dinamarca.
Estudou literatura na Universidade de Copenhague de 1985 a 1987.
Depois que quatro de seus primeiros poemas foram publicados no jornal Hvedekorn editado por Poul Borum, ela decidiu continuar seus estudos de 1989 a 1991 na  Copenhagen's Forfatterskolen, a escola de escrita de Borum. Foi nessa época que ela adotou o sobrenome de sua avó, Helle, pois achava que o nome repetido Helle lhe serviria bem como escritora.

## Obras
Em Inglês
- Helle, Helle (2014). This Should Be Written in the Present Tense (translation: Martin Aitken. [S.l.]: Random House. ISBN 978-1-4481-8293-0

Em Dinamarquês
- Helle, Helle (2009). Biler og dyr: noveller. [S.l.]: Rosinante&Co. ISBN 978-87-638-0972-6
- Helle, Helle (2011). Hus og hjem. [S.l.]: Rosinante&Company. ISBN 978-87-638-2304-3
- Helle, Helle (2014). Hvis det er. [S.l.]: Rosinante&Company. ISBN 978-87-638-3242-7
- Helle, Helle (2009). Ned til hundene: roman. [S.l.]: Rosinante&Co. ISBN 978-87-638-0854-5
- Helle, Helle (2011). Rester. [S.l.]: Rosinante&Company. ISBN 978-87-638-2126-1
- Helle, Helle (2011). Rødby - Puttgarden. [S.l.]: Rosinante&Company. ISBN 978-87-638-1969-5
- Helle, Helle (2018). de. [S.l.]: Rosinante&Company. ISBN 978-87-638-5763-5